# Wappingers Falls
Wappingers Falls és una població dels Estats Units a l'estat de Nova York. Segons el cens del 2000 tenia 4.929 habitants.

## Demografia
Segons el cens del 2000, Wappingers Falls tenia 4.929 habitants, 1.980 habitatges, i 1.191 famílies. La densitat de població era de 1.669,4 habitants per km².
Dels 1.980 habitatges en un 31,8% hi vivien nens de menys de 18 anys, en un 40,5% hi vivien parelles casades, en un 14,8% dones solteres, i en un 39,8% no eren unitats familiars. En el 31,9% dels habitatges hi vivien persones soles l'11,6% de les quals corresponia a persones de 65 anys o més que vivien soles. El nombre mitjà de persones vivint en cada habitatge era de 2,45 i el nombre mitjà de persones que vivien en cada família era de 3,11.
Per edats la població es repartia de la següent manera: un 24,4% tenia menys de 18 anys, un 10% entre 18 i 24, un 33,2% entre 25 i 44, un 19,3% de 45 a 60 i un 13,1% 65 anys o més.
L'edat mediana era de 34 anys. Per cada 100 dones de 18 o més anys hi havia 89,3 homes.
La renda mediana per habitatge era de 39.123 $ i la renda mediana per família de 50.000 $. Els homes tenien una renda mediana de 38.147 $ mentre que les dones 26.607 $. La renda per capita de la població era de 20.491 $. Entorn del 10,4% de les famílies i el 12,3% de la població estaven per davall del llindar de pobresa.